# Coagulatie (waterzuivering)
Coagulatie is bij waterzuivering het destabiliseren van colloïdale deeltjes door hun lading te neutraliseren met een toegevoegde chemische stof, een zogenoemde coagulant.
In vuil water bevinden zich - gerangschikt naar afnemende omvang - drie groepen stoffen: gesuspendeerde vaste stoffen, colloïdale deeltjes en opgeloste stoffen. Colloïdale of zwevende deeltjes zijn minder dan 1 micrometer in doorsnede, hebben een negatieve lading en zijn stabiel in water: ze bezinken niet uit zichzelf zoals gesuspendeerde vaste stoffen dat uiteindelijk wel doen. Door coagulatiemiddelen als ijzer- of aluminiumchloride toe te voegen wordt de negatieve lading van de colloïdale deeltjes geneutraliseerd door de positieve lading van de metaalionen van ijzer of aluminium. Deze ladingsneutralisatie destabiliseert de colloïdale oplossing; deeltjes stoten elkaar niet langer af maar klonteren samen door de vanderwaalskrachten. De samengeklonterde deeltjes zullen bezinken of opdrijven en kunnen daardoor uit het water worden verwijderd in een zandfilter of separator. Door aan het water tevens vlokvormers (flocculanten) toe te voegen kan dit proces worden versneld.
Behalve anorganische coagulanten als ijzer- en aluminiumzouten kunnen ook organische coagulanten worden gebruikt.